# I Feed You My Love
I Feed You My Love è un brano musicale della cantante norvegese Margaret Berger, scritto da Karin Park e MachoPsycho. La canzone, pubblicata come singolo estratto dall'album New Religion, è stata pubblicata nel gennaio 2013.
Con questo brano Margaret Berger ha partecipato, in rappresentanza della Norvegia, all'Eurovision Song Contest 2013 svoltosi in Svezia, dove si è classificata al quarto posto finale con 191 punti.

## Tracce
1. I Feed You My Love – 3:02